# Гаманков, Ефрем Иванович

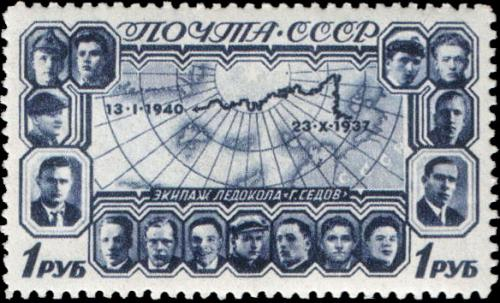
Экипаж ледокола «Георгий Седов»

Ефре́м Ива́нович Гама́нков (1912 — 1951) — матрос парохода ледокольного типа «Георгий Седов» Главного управления Северного морского пути. Участник Великой Отечественной войны. Герой Советского Союза. Почётный полярник.

## Биография
Ефрем Гаманков родился в селе Робчик Суражского уезда Черниговской губернии (ныне Унечского района Брянской области) в 1912 году. Окончив школу, некоторое время работал на лесопильном заводе в окрестностях Мурманска. С 1932 года (по другим данным — с 1934 года) поступил работать кочегаром на ледокольный пароход «Таймыр». В последующие 5 лет работал кочегаром на мотоботе «Исследователь» и ледоколе «Ермак».
С октября 1937 года по январь 1940 года Ефрем Иванович, находясь в звании матроса первого класса, стал невольным участником легендарного дрейфа на пароходе ледокольного типа «Георгий Седов», в ходе которого проявил себя мужественно и стойко.
3 февраля 1940 года Президиумом Верховного Совета СССР был выпущен указ о присвоении матросу парохода ледокольного типа «Георгий Седов» Гаманкову Ефрему Ивановичу звания Героя Советского Союза с вручением ордена Ленина и медали «Золотая Звезда» (№ 238) за «… проведение героического дрейфа, выполнение обширной программы исследований в трудных условиях Арктики и проявленное при этом мужество и настойчивость» и выдачи денежной премии в размере 25000 рублей.
Вернувшись после 812-дневного дрейфа на материк, Ефрем Иванович поступил учиться в Промышленную академию Москвы, однако закончить её не успел в связи с началом Великой Отечественной войны. В ходе войны Ефрем Гаманков, подав рапорт о добровольном зачислении во флот, служил на судах на Дальнем Востоке России, в том числе на сопровождавших караваны гуманитарной помощи из США кораблях: «Смольный», «Ким», «Кулу» и «Красногвардеец».
По окончании войны Ефрем Иванович остался на Дальнем Востоке, работал на рыболовецких кораблях Владивостокского и Сахалинского пароходств, сменив должности старшего механика, третьего и второго помощника капитана.
Ефрем Гаманков умер от туберкулеза 15 мая 1951 года во Владивостоке. Похоронен на Морском кладбище Владивостока.

## Память
В память о Герое его именем названа центральная улица в родном селе Ефрема Ивановича.